# St. Jakobus der Ältere (Buchbach)

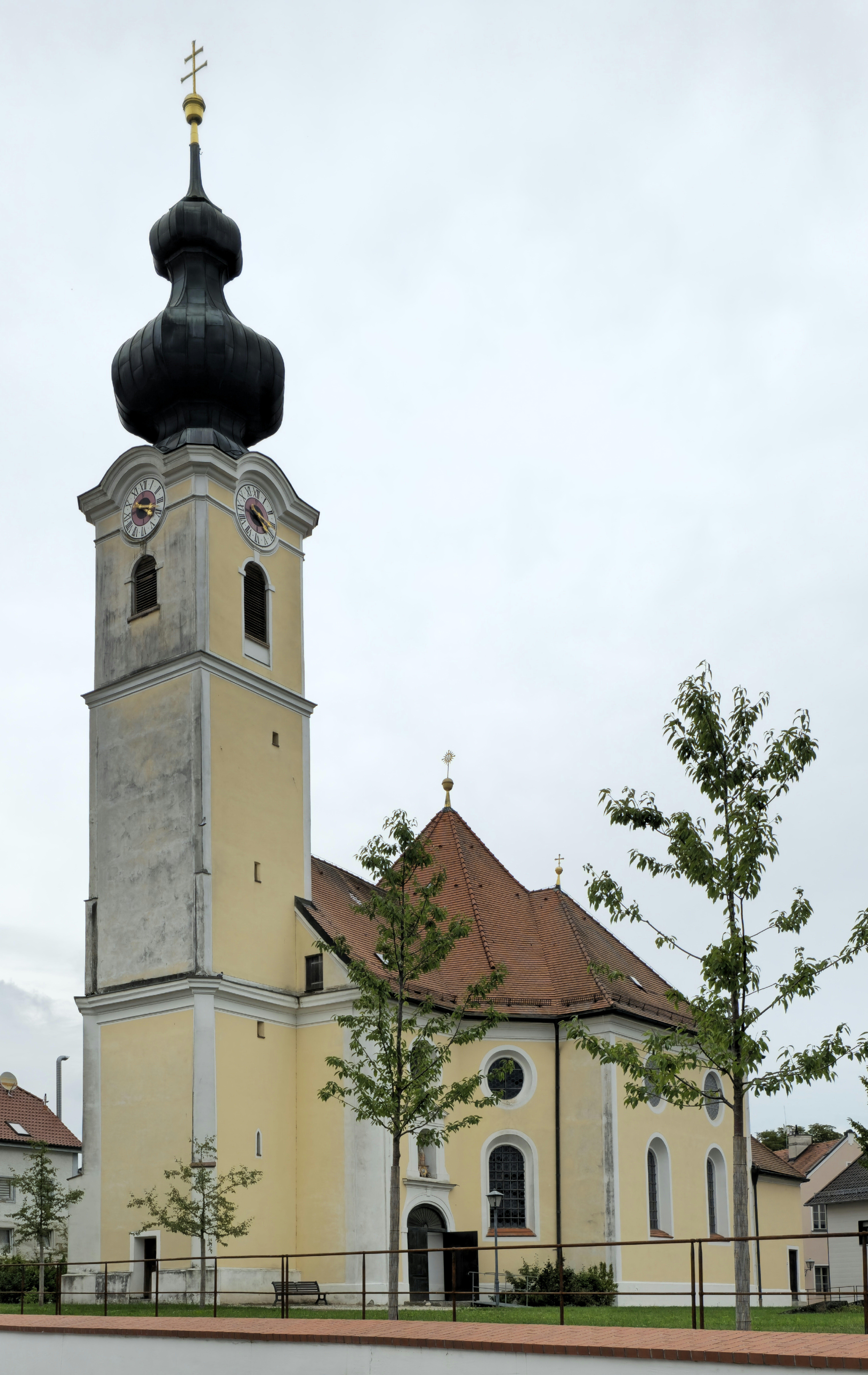
St. Jakobus der Ältere in Buchbach

Innenraum

Die römisch-katholische Pfarrkirche St. Jakobus der Ältere steht in Buchbach, einem Markt im oberbayerischen Landkreis Mühldorf am Inn. Das denkmalgeschützte Bauwerk ist in der Liste der Baudenkmäler in Buchbach unter der Nr. D-1-83-114-4 eingetragen. Die Kirche gehört zum Dekanat Mühldorf im Erzbistum München und Freising.

## Baugeschichte
Der gotische Vorgängerbau wurde im letzten Jahr des Dreißigjährigen Kriegs von den schwedischen Soldaten geschändet, dabei wurde auch das Kirchengeld und wertvolle sakrale Gegenstände entwendet. Am 25. Mai 1762 wurde die Kirche, die im zweiten Viertel des 18. Jahrhunderts barockisiert wurde, wie ein Großteil des Marktes Opfer einer Feuersbrunst. Im Jahr 1763 übernahm Pfarrer Matthias Spöcker die Pfarrei, der umgehend den in den Jahren von 1764 bis 1766 nach Plänen von Wolfgang Hagenauer erstellten Neubau in Auftrag gab. Ausgeführt hatte ihn der Kraiburger Maurermeister Johann Michael Mullinger. Renovierungen an dem Kirchenbau fanden 1955, 1987/1988 (Altäre und Deckengemälde, zuvor wurden ab 1972 die Zwickelfresken freigelegt) statt.

## Architektur und Innenausstattung

Kanzel, Hochaltar und Kruzifix

Der außen quadratische Zentralbau mit hohem Pyramidendach auf kreuzförmigem, achteckigem Grundriss wurde von 1764 bis 1766 nach Plänen von Wolfgang Hagenauer errichtet. Der Kirchturm des Vorgängerbaus wurde im Westen beibehalten. Er wurde mit einem Geschoss aufgestockt, in dem sich Turmuhr und Glockenstuhl mit vier Kirchenglocken befinden, und mit einer Doppelzwiebel bedeckt. Im Osten befindet sich ein halbrund geschlossener Chor. Nördlich und südlich des Chors sind die Sakristeien mit Oratorien im Obergeschoss angebaut.
Der Innenraum ist im Zentrum mit einer gemauerten Kuppel überspannt, der des Chors und des Joches im Westen mit Muldengewölben. Die Deckenmalereien, im Langhaus Großer Heiligenhimmel mit der Trinität und Maria und im Chor Das Martyrium des hl. Jakobus, hat 1767 Balthasar Mang geschaffen.
Der Hochaltar von 1771 wurde von dem häufig aufgetretenen Künstler-Dreigestirn Matthias Fackler (Altarschreiner aus Dorfen), Christian Jorhan der Ältere (bedeutender Rokokobildhauer aus Landshut) und Franz Xaver Zellner (Fassmaler aus Erding) geschaffen. Von Hagenauer stammt der Entwurf des Hochaltars, der von einem Baldachin bekrönt ist. Das Altarretabel wird von je zwei Säulen flankiert, vor diesen stehen als Assistenzfiguren die Heiligen Bischöfe Rupert und Benno. Das Altarblatt, das der Salzburger Hofmaler Peter Anton Lorenzoni gemalt hat, zeigt die in den Himmel aufgenommene Maria mit dem Kirchenpatron.
Von Matthias Fackler stammen auch die vier weiteren Altäre (Skulpturen von Christian Jorhan), der Tabernakel auf dem Hochaltar, das Chorgestühl und die Kanzel. Die Kanzel zeigt schon frühklassizistische Zurückhaltung. Die Gemälde der beiden vorderen Seitenaltäre zeigen den hl. Rupert (links) und den hl. Judas Thaddäus (rechts). Bedeutender sind die großen sich gegenüber stehenden Walburgaaltar (links) und Sieben-Zufluchten-Altar (rechts), als Assistenzfiguren sind die Heiligen Willibald und Wunibald (links) und Sebastian und Florian (rechts) aufgestellt. An bedeutenden Skulpturen im Kirchenraum stellen das Kruzifix am Chorbogen, eine Maria Immaculata (ihr gegenüber steht ein neuzeitlicher Erzengel Gabriel) und ein Auferstandener Christus die ebenso von dem bedeutenden niederbayerischen Bildhauer Christian Jorhan stammen dar. Der Kunsthistoriker Herbert Schindler sieht in der Buchbacher Verkündigungsmuttergottes ein charakteristisches Hauptwerk des Künstlers. An den Wänden ist ein Rokokokreuzweg angebracht.

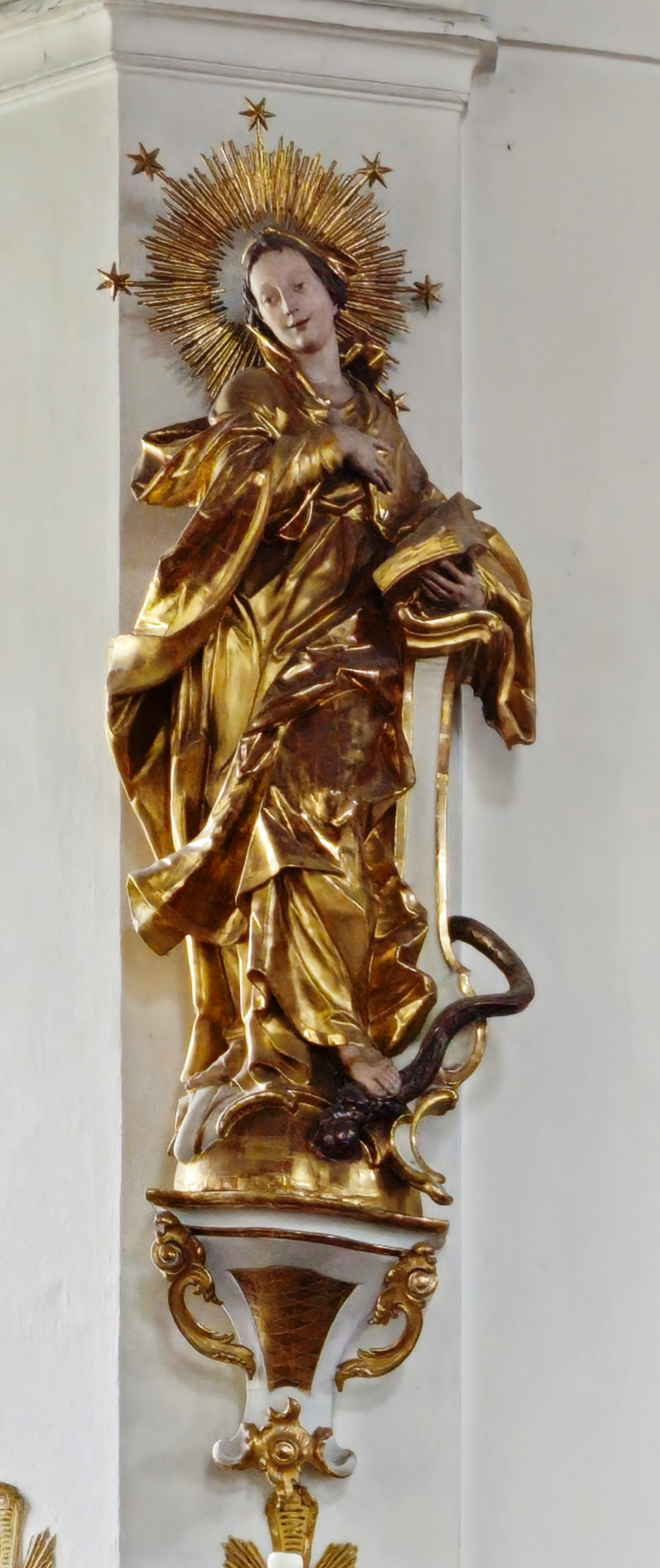
Maria Immaculata
Walburgaaltar
Großer Heiligenhimmel mit der Trinität und Maria
Sieben-Zufluchten-Altar
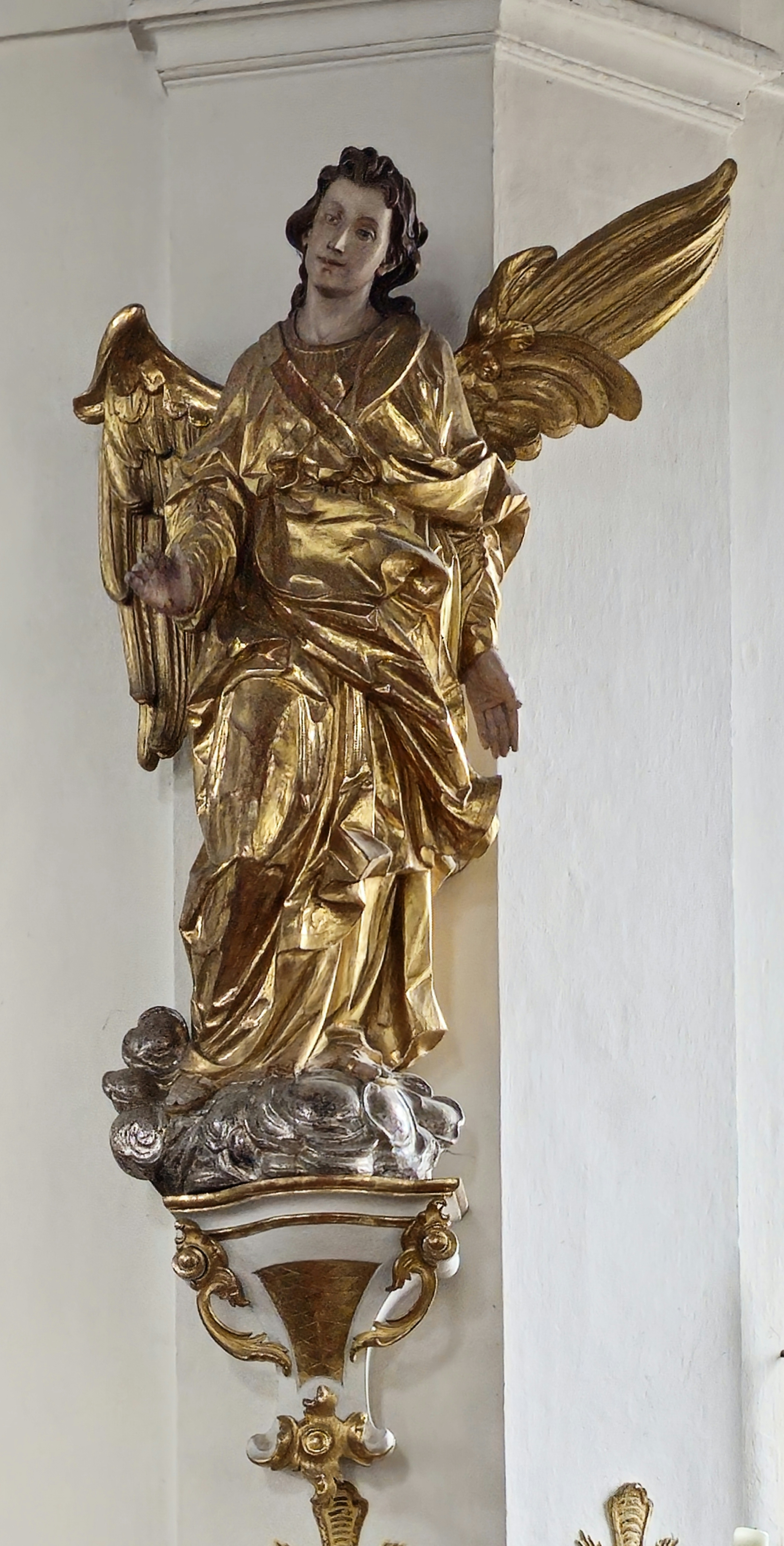
Erzengel Gabriel

## Orgel

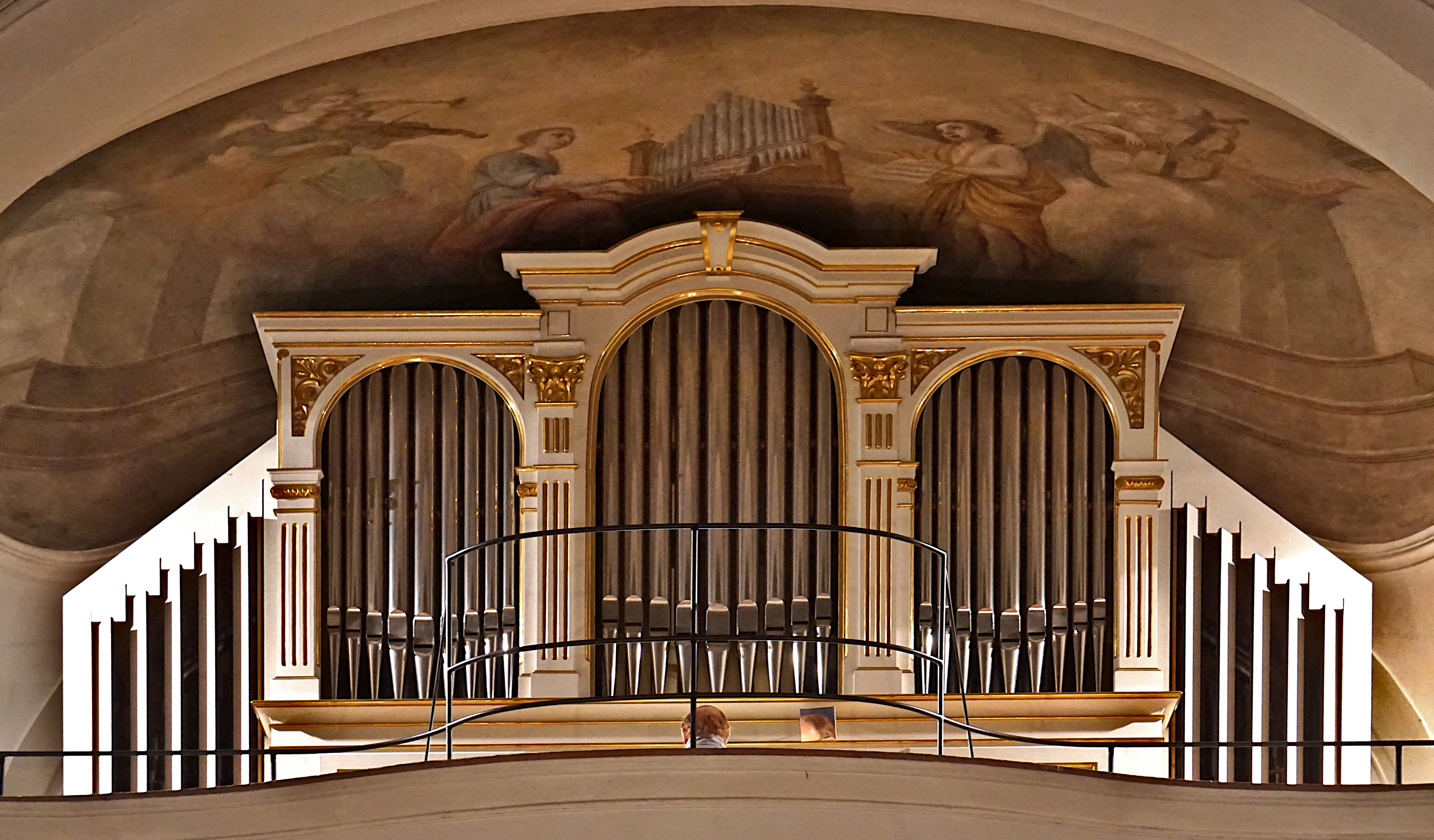
Die Frenger & Eder-Orgel

Die Orgel mit 26 Registern (darunter vier Transmissionen) auf zwei Manualen und Pedal wurde von Frenger & Eder im Jahr 2006 neu gebaut. Dabei wurden sieben Register aus der Vorgängerorgel Opus 175 von Franz Borgias Maerz aus dem Jahr 1884 wiederverwendet. Die Disposition lautet:
| I Manual C–g3 |       |
| Bourdon       | 16′   |
| Prinzipal     | 08′   |
| Gedeckt       | 08′   |
| Gamba         | 08′   |
| Oktave        | 04′   |
| Rohrflöte     | 04′   |
| Quinte        | 2 ⁄3′ |
| Superoktave   | 02′   |
| Mixtur IV     | 1 ⁄3′ |
| Trompete      | 08′   |

| II Manual C–g3  |        |   |
| Tibia           | 8′     | M |
| Salicional      | 8′     | M |
| Vox coelestis   | 8′     | M |
| Geigenprinzipal | 4′     | M |
| Flauto amabile  | 4′     | M |
| Nasat           | 2 ⁄3′  |   |
| Flageolett      | 2′     | M |
| Terz            | 1 3⁄5′ |   |
| Mixtur          | 2′     | M |
| Oboe            | 8′     |   |
| Tremulant       |        |   |

| Pedal C–f1          |     |
| Subbass (aus HW)    | 16′ |
| Octavbass           | 08′ |
| Gedeckt (aus HW)    | 08′ |
| Choralbass (aus HW) | 04′ |
| Posaune             | 16′ |
| Trompete (aus HW)   | 08′ |

- Koppeln: II/I, I/P, II/P
- Bemerkungen: mechanische Spieltraktur und elektrische Registertraktur
- Anmerkungen: M = Franz Borgias Maerz (1884)